# Klovis Herboso
Klovis Herboso, es un cantante boliviano, nacido en una pequeña población del Departamento de La Paz el 6 de marzo de 1979. A los 11 años de edad, mientras estudiaba en el Colegio San Calixto, grabó su primer disco a principios de los años 90 aproximadamente en 1990, canción que se hizo conocer como Hablame del mar marinero y una canción reeditada del cantante y actor mexicano Guillermo Capetillo titulada Baila, entre 1992 y 1993 con una voz cambiada y madura, saca su segundo disco con el cual hace una gira promocional internacional por España y los Estados Unidos, con canciones como Soy tu amigo secreto, Tu y una que grabó para la clasificación de la selección boliviana rumbo mundial de fútbol de Estados Unidos 1994 titulada Bolivia país de ganadores. Actualmente está retirado de los escenarios, debido a la dedicación de sus actividades , universitarias y su matrimonio. En la actualidad es empresario privado dueño de una productora de publicidad y marketing actualmente radica en Cochabamba Bolivia.
Video de la canción principal del único disco este cantante: